# Danh sách chương truyện Bleach (188-423)
Dưới đây là danh sách chương truyện từ 188 đến 423, bao gồm tập tankobon từ 22 đến 48 của bộ manga Bleach, được viết và minh họa bởi Tite Kubo.

## Danh sách tập truyện
| - 188. "Crush the World Down" - 189. "Resolve" - 190. "Conquistadores" - 191. "Conquistadores 2 (Screaming Symphony)" - 192. "Conquistadores 3 (Hounded Priestess)" - 193. "Conquistadores 4 (Ebony & Ivory)" - 194. "Conquistadores 5 (La Basura)" - 195. "Death & Strawberry (Reprise)" - 196. "Punch Down the Stone Circle" - 197. "The Approaching Danger" |

| - 198. "The Icecold Discord" - 199. "Ugly" - 200. "Night of Sledgehammer" - 201. "Wind & Snowbound" - 202. "¡Mala Suerte!" - 203. "¡Mala Suerte! 2 (El Monstruo)" - 204. "¡Mala Suerte! 3 (Monstruo Sangrienta)" - 205. "¡Mala Suerte! 4 (Tempestad de La Lucha)" - 0. "Side-A The Sand" - 0. "Side-B The Rotator" |

| - 206. "¡Mala Suerte! 5 [Lucky]" - 207. "Mode: Genocide" - 208. "The Scissors" - 209. "Lift the Limit" - 210. "Turn the True Power On" - 211. "Stroke of Sanity" - 212. "You Don't Hear My Name Anymore" - 213. "Trifle" - 214. "Immanent God Blues" |

| - 215. "Tug Your God Out" - 216. "The Suppression of Darkness" - 217. "Hole in My Heart" - 218. "Dark Side of Universe 3" - 219. "Black & White 3" - 220. "King & His Horse" - 221. "Let's Eat the World's End" - 222. "No Shaking Throne" - 223. "The Scarlet Creation" |

| - 224. "Imitated Gaiety" - 225. "Slip Into My Barrier" - 226. "Right of My Heart" - 227. "The Swordless Soldier" - 228. "Don't Look Back" - 229. "The Howling Tempest" - 230. "Dead White Invasion" - 231. "The Mascaron Drive" - 232. "The Mascaron Drive 2" - 233. "El Violador" |

| - 234. "Not Negotiation" - 235. "The Frozen Clutch" - 236. "The Sun Already Gone Down" - 237. "Goodbye, Halcyon Days." - 238. "Eagle Without Wings" - 239. "Winged Eagles" - 240. "Regeneration." - 241. "Silverflame." - 242. "Two Men are Burning" |

| - 243. "The Knuckle & The Arrow" - 244. "Born From The Fear" - 245. "The Way Without Enemies" - 246. "The Great Desert Bros." - 247. "United On The Desert" - 248. "Alive and Back Here Once Again" (再び生きて この場所へ "Futatabi Ikite, Kono Basho e") - 249. "Back to The Innocence" - 250. "Five Ways To Three Figures" - 251. "Baron's Lecture 1st Period" |

| - 252. "Rebut to the Baron's Lecture" - 253. "Don't Call Me Niño" - 254. "Leave the Chocolate Here" ("Deja Chocolate Aquí") - 255. "Don't Breathe in the Bush" - 256. "Infinite Slick" - 257. "The Slashing Opera" - 258. "Seele Schneider" - 259. "Flicker Flames" - 260. "Right Arm of The Giant 2" - Special: "Bleach on the Beach" |

| - 261. "Left Arm of The Demon" ("Left Arm of The Devil") - 262. "Unblendable" - 263. "Unexpected" - 264. "Don't Say That Name Again" - 265. "Bang The Bore" - 266. "Hide Away From The Sun" - 267. "Legions of The Regrets" ("Legions of The Reglets") - 268. "You must not die" (君 死にたもうこと勿れ "Kimi Shinitamō Koto Nakare") - 269. "The End is Near" |

| - 270. "Warning" - 271. "If You Rise From The Ashes" - 272. "Don't Kill My Volupture" - 273. "Dog Eat Dog" - 274. "The Monster" - 275. "The United Front 2 [Red & White]" - 276. "Blockin' Beast" - 277. "Corrosion of Conformity" - 278. "Heal for The Crash" |

| - 279. "Jugulators" - 280. "Jugulators 2" - 281. "The Vulgarian Noise" - 282. "The Primal Fear" - 283. "You Don't Hurt Anymore" - 284. "Historia de Pantera y su Sombras" - 285. "Devour the Flesh, Alone" (肉喰みて, ひとり "Shishi Hamite, Hitori") - 286. "Guillotine You Standing" - -16. "Dying in the Ice Fields" (氷原に死す "Hyōgen ni Shisu") |

| - 287. "Don't Forget Till You Die" - 288. "The Bad Joke" - 289. "The Scarmask" - 290. "Unleash The Beast" - 291. "Thank You For Defending Me" ("Thank You For Defend Me") - 292. "Rupture My Replica" - 293. "Urge to Unite" ("Urge for Unite") - 294. "If You Call Me a Beast, I'll Kill You Like a Tempest" ("If You Call Me Beast, Kill You Like Tempest") - 295. "The Last Mission" |

| - 296. "Changed Again and Again" - 297. "King of The Kill" - 298. "Intruderz 3" - 299. "The Verbal Warfare" - 300. "Curse Named Love" - 301. "Nothing Like Equal" - 302. "Pride on the Blade" - 303. "Dumdum-Dummy-Dumbstruck" - 304. "Battle of Barbarians" - 305. "The Rising Phoenix" |

| - 306. "Not Perfect is Good" - 307. "Bite it, Slash it" - 308. "Satan from Orbit" - 309. "Pray For the Mantis" - 310. "Four Arms to Killing You" - 311. "The Undead 4" - 312. "Higher Than The Moon" - 313. "To Close Your World" - 314. "Night Side of Abduction" - 315. "March of the Death" |

| - -108. "Turn Back The Pendulum" - -107. "Turn Back The Pendulum 2" - -106. "Turn Back The Pendulum 3" - -105. "Turn Back The Pendulum 4" - -104. "Turn Back The Pendulum 5" - -103. "Turn Back The Pendulum 6" - -102. "Turn Back The Pendulum 7" - -101. "Turn Back The Pendulum 8" - -100. "Turn Back The Pendulum 9" |

| - -99. "Turn Back The Pendulum 10" - -98. "Turn Back The Pendulum 11" - -97. "Let Stop The Pendulum" - 316. "Swang the Edge Down" - 317. "Six Hearts Will Beat As One" - 318. "Five Towers/Four Pillars" - 319. "Ants And Dragons" - 320. "Beauty is So Solitary" - 321. "Black Briers and Brambles" - 322. "Oath Under The Rose" |

| - 323. "Gloomy, Ghastly and Full of Despair" - 324. "The Reaper" - 325. "Fear For Fight" - 326. "Knockdown Monster" - 327. "Knockdown Monsters" - 328. "The Knuckle Debate" - 329. "Raging Rampage" - 330. "Crossing Roads" - 331. "Don't Believe The Hide" |

| - 332. "Stingy Stinger" - 333. "Ash & Salamander" - 334. "Dregs of Hypnosis" - 335. "Chimaera chord" - 336. "El Verdugo" - 337. "Hall In Your Inferno" - 338. "Fall Into My Inferno" - 339. "The Deathbringer Numbers" - 340. "The Antagonizer" |

| - 341. "The Envy" - 342. "The Greed" - 343. "The Gluttony" - 344. "The Pride" - 345. "The Sloth" - 346. "The Wrath" - 347. "The Lust" - 348. "The Lust 2" - 349. "The Lust 3" |

| - 350. "The Lust 4" - 351. "The Lust 5" - 352. "The Lust 6" - 353. "The Ash" - 354. "Heart" - 355. "Azul-Blood Splash" - 356. "Tyrant of Skulls" - 357. "The Colossus of Fear" - 358. "King of the Clouds" |

| - 359. "The Frozen Obelisk" - 360. "Shock of the Queen" - 361. "I Hate Loneliness, But It Loves Me" - 362. "Howling Wolves" - 363. "Superchunky From Hell" - 364. "Grinning Revengers" - 365. "Whose Side Are We On" - 366. "The Revenger's High" - 367. "Your Enemy Is My Enemy" |

| - 368. "The Fearless Child" - 369. "Spit On Your Own God" - 370. "Debating Life From the Throne of God" (神の視座にて 命を論ず Kami no Shiza nite Inochi o Ronzu) - 371. "Kingdom of Hollows" - 372. "The Metal Cudgel Flinger" - 373. "Wolves Ain't Howl Alone" - 374. "Gray Wolf, Red Blood, Black Clothing, White Bone" (灰狼・赤血・黒衣・白骨 Kairō, Sekketsu, Kokui, Hakkotsu) - 375. "Execution, Extinction" - 376. "Execution, Extinction 2" - 377. "Shout at the Dark" |

| - 378. "Eyes of the Victor" - 379. "Falta de Armonía" - 380. "Devil, Devil, Devil, Devil" - 381. "Words Just Don't Like You" - 382. "The United Front [Discordeque Mix]" - 383. "Too Early to Trust" - 384. "Can't Fear Your Own Sword" - 385. "Vice It" - 386. "Bells Are Blue" |

| - 387. "Ignited" - 388. "Eagle Without Wings 2 [Extreme Battlemasters Mix]" - 389. "Winged Eagles 2" - 390. "Beyond the Death Understanding" - 391. "The Blazing Glaciers" - 392. "The Breaking Glaciers" - 393. "The Burnout Inferno" - 394. "The Burnout Inferno 2" - 395. "The Burnout Inferno 3" |

| - 396. "The Bite" - 397. "Edge of the Silence" - 398. "Back from Blind" - 399. "Deicide" - 400. "Deicide 2" - 401. "Deicide 3" - 402. "Deicide 4" - 403. "Deicide 5" - 404. "Deicide 6" |

| - 405. "Deicide 7" - 406. "Deicide 8 End of the Chrysalis Age" - 407. "Deicide 9" - 408. "Deicide 10" - 409. "Deicide 11" - 410. "Deicide 12" - 411. "Deicide 13" - 412. "Deicide 14" - 413. "Deicide 15" |

| - 414. "Deicide 16" - 415. "Deicide 17" - 416. "Deicide 18 [The End]" - 417. "Deicide 19" - 418. "Deicide 20" - 419. "Deicide 21 [Transcendent God Rock]" - 420. "Deicide 22" - 421. "Deicide 23" - 422. "The Silent Victory" - 423. "Bleach My Soul" |

## Liên kết
- Website chính thức của Bleach Lưu trữ ngày 5 tháng 2 năm 2011 tại Wayback Machine (bằng tiếng Nhật)
- Website Shonen Jump Bleach Lưu trữ ngày 4 tháng 9 năm 2018 tại Wayback Machine